# Col de Port
Der Col de Port ist ein 1249 m hoher Gebirgspass im französischen Teil der Pyrenäen. Er liegt im Département Ariège in der Region Okzitanien. Er verbindet Massat im Tal der Arac mit Tarascon-sur-Ariège im Ariège-Tal über die Departementsstraße D 618. Die Passstraße verläuft im regiolalen Naturpark Pyrénées Ariégeoises.
Die Strecke von Westen beginnt in Massat am Abzweig der D 18 von der aus St.Giron kommenden D 618. Nach Überquerung der Arac beginnt der 12,8 Kilometer lange Anstieg mit einer mittleren Steigung von 4,5 %. Im Verlauf der Straße liegt nach 6,7 km der 947 m hohe Col des Caugnous am Abzweig der D 17 zum Col de Péguère.
Die Länge der Ostanfaht beträgt ab Tarascon-sur-Ariège etwa 17,1 Kilometer und durchquert den Ort Saurat im Tal des gleichnamigen Flusses. Die durchschnittliche Steigung beträgt 4,5 %.